# العلاقات الأوزبكستانية البليزية
العلاقات الأوزبكستانية البليزية هي العلاقات الثنائية التي تجمع بين أوزبكستان وبليز.

## مقارنة بين البلدين
هذه مقارنة عامة ومرجعية للدولتين:
| وجه المقارنة                                              | أوزبكستان       | بليز         |
| --------------------------------------------------------- | --------------- | ------------ |
| المساحة (كم2)                                             | 448.98 ألف      | 22.97 ألف    |
| عدد السكان (نسمة)                                         | 32.39 مليون     | 374.68 ألف   |
| الكثافة السكانية (ن./كم²)                                 | 72.14           | 16.31        |
| العاصمة                                                   | طشقند           | بلموبان      |
| اللغة الرسمية                                             | اللغة الأوزبكية | لغة إنجليزية |
| العملة                                                    | سوم أوزبكستاني  | دولار بليزي  |
| الناتج المحلي الإجمالي (بليون دولار)                      | 48.72 مليار     | 1.84 مليار   |
| الناتج المحلي الإجمالي (تعادل القوة الشرائية) بليون دولار | 190.50 مليار    | 3.05 مليار   |
| الناتج المحلي الإجمالي الاسمي للفرد دولار أمريكي          | 2.13 ألف        | 4.88 ألف     |
| الناتج المحلي الإجمالي للفرد دولار أمريكي                 | 5.57 ألف        | 8.42 ألف     |
| مؤشر التنمية البشرية                                      | 0.675           | 0.715        |
| رمز المكالمات الدولي                                      | +998            | +501         |
| رمز الإنترنت                                              | .uz             | .bz          |
| المنطقة الزمنية                                           | ت ع م+05:00     | 00           |

## منظمات دولية مشتركة
يشترك البلدان في عضوية مجموعة من المنظمات الدولية، منها:
| علم المنظمة | اسم المنظمة                        | تاريخ انضمام أوزبكستان | تاريخ انضمام بليز |
| ----------- | ---------------------------------- | ---------------------- | ----------------- |
|             | وكالة ضمان الاستثمار متعدد الأطراف | 4 نوفمبر 1993          | 29 يونيو 1992     |
|             | منظمة الشرطة الجنائية الدولية      | ?                      | ?                 |
|             | منظمة حظر الأسلحة الكيميائية       | ?                      | ?                 |
|             | الفريق المعني برصد الأرض           | ?                      | ?                 |
|             | الأمم المتحدة                      | 2 مارس 1992            | 25 سبتمبر 1981    |
|             | مؤسسة التمويل الدولية              | 30 سبتمبر 1993         | 19 مارس 1982      |
|             | يونسكو                             | 26 أكتوبر 1993         | 10 مايو 1982      |
|             | مؤسسة التنمية الدولية              | 24 سبتمبر 1992         | 19 مارس 1982      |
|             | البنك الدولي للإنشاء والتعمير      | 21 سبتمبر 1992         | 19 مارس 1982      |
|             | الاتحاد البريدي العالمي            | ?                      | ?                 |
|             | الاتحاد الدولي للاتصالات           | 10 يوليو 1992          | 16 ديسمبر 1981    |

## وصلات خارجية
- موقع وزارة الخارجية الأوزبكستانية
- موقع وزارة الخارجية البليزية